# ایستگاه راه‌آهن همپستید هیث
ایستگاه راه‌آهن همپستید هیث (انگلیسی: Hampstead Heath railway station) یک ایستگاه راه‌آهن در لندن، انگلستان است که جزئی از خط شمال متروی زمینی لندن است.
این ایستگاه که در ناحیه همپستید و در جنوب پارک همپستید هیث قرار دارد در سال ۱۸۶۰ میلادی تأسیس شده‌است.